# ميلدريد أماندا بيكر بونهام
ميلدريد أماندا بيكر بونهام (بالإنجليزية: Mildred Amanda Baker Bonham)‏ هي مسافرة وصحفية وكاتِبة أمريكية، ولدت في 6 أغسطس 1840 في مقاطعة بوتنام في الولايات المتحدة، وتوفيت في 28 يوليو 1907 في سايلم في الولايات المتحدة.